# Дренкова
Дренкова (рум. Drencova) — село у повіті Караш-Северін в Румунії. Входить до складу комуни Берзаска.
Село розташоване на відстані 327 км на захід від Бухареста, 73 км на південь від Решиці, 137 км на південний схід від Тімішоари.

## Населення
За даними перепису населення 2002 року у селі проживали 2 особи.